# Rahiolisaurus
Rahiolisaurus („ještěr od vesnice Rahioli“) byl rod poměrně velkého teropodního dinosaura z čeledi abelisauridů. Žil v období pozdní svrchní křídy (geologický stupeň maastricht, geologické souvrství Lameta – asi před 72 až 66 miliony let) na území dnešní Indie (stát Gudžarát). 

## Popis
Dosahoval délky kolem 6,3 metru (nebo dokonce 8 metrů při hmotnosti 2000 kg) a žil ve stejném prostředí, jako příbuzný druh Rajasaurus narmadensis. Objevené exempláře v různých stádiích ontogenetického vývoje jsou poměrně kompletní a přinášejí nové informace o čeledi abelisauridů, zejména o morfologii jejich dolní končetiny. Typový druh R. gujaratensis byl popsán v roce 2010 mezinárodním týmem paleontologů.

## Zajímavost
Fosilie tohoto a dalších dinosaurů ze stejného souvrství mohly být již před staletími nevědomky uctívány hinduisty v místních chrámech (například jako božstvo zvané Šarabha).